# Capcom Five

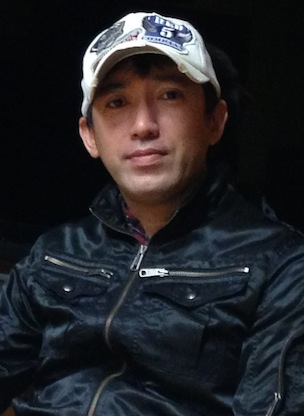
Shinji Mikami, creatore della serie Resident Evil e produttore dei Capcom Five

Capcom Five è il nome collettivo di cinque videogiochi sviluppati da Capcom per Nintendo GameCube. Annunciati nel novembre 2002, i titoli sono stati prodotti sotto la supervisione di Shinji Mikami. La serie è composta da Resident Evil 4, Viewtiful Joe, P.N.03, Dead Phoenix e Killer7. Ad eccezione di quest'ultimo, sviluppato da Grasshopper, i videogiochi sono stati creati dal Production Studio 4 di Capcom.
Originariamente sono stati promossi come videogiochi esclusivi della console Nintendo, tuttavia Capcom ha in seguito ritrattato la notizia, affermando che solamente la serie Resident Evil sarebbe rimasta esclusiva Nintendo. La serie, precedentemente pubblicata su varie console tra cui Sega Saturn e PlayStation, era stata già annunciata come esclusiva nel 2001, in seguito ad accordi tra Capcom e Nintendo. A pochi mesi dalla pubblicazione del titolo tuttavia Capcom ha svelato la conversione di Resident Evil 4 per PlayStation 2.
L'unico titolo dei Capcom Five a mantenere l'esclusiva GameCube è stato P.N.03, distribuito nel marzo 2003. Dopo lo scarso successo di P.N.03, venne commercializzato Viewtiful Joe, di cui l'anno seguente è stata realizzata una versione per PlayStation 2. Dead Phoenix non venne nemmeno mostrato all'E3 2003, nonostante fosse previsto per il 2004. Nel 2005 vennero pubblicati Resident Evil 4 e Killer7, anche quest'ultimo annunciato per PlayStation 2.